# Résolution 1322 du Conseil de sécurité des Nations unies
Membres permanents
- Chine
- États-Unis
- France
- Royaume-Uni
- Russie

Membres non permanents
- Argentine
- Bangladesh
- Canada
- Jamaïque
- Malaisie
- Mali
- Namibie
- Pays-Bas
- Tunisie
- Ukraine

Résolution no 1321 Résolution no 1323
La résolution 1322 (2000) est une résolution adoptée le 7 octobre 2000, par le Conseil de sécurité des Nations unies, dans sa 4205e séance, par 14 voix pour et une abstention (États-Unis), après les violences qui ont suivi la visite d'Ariel Sharon, chef du Likoud, le 28 septembre, sur l'Esplanade des mosquées à Jérusalem.
Le Conseil déplore l’acte de provocation commis le 28 septembre 2000 au Haram al-Sharif, à Jérusalem, de même que les violences qui y ont eu lieu par la suite ainsi que dans d’autres lieux saints, et dans d’autres secteurs sur l’ensemble des territoires occupés par Israël depuis 1967, et qui ont causé la mort de plus de 80 Palestiniens et fait de nombreuses autres victimes. Il condamne les actes de violence, particulièrement le recours excessif à la force contre les Palestiniens, qui ont fait des blessés et causé des pertes en vies humaines et demande à Israël, puissance occupante, de se conformer scrupuleusement à ses obligations juridiques et aux responsabilités qui lui incombent en vertu de la quatrième convention de Genève relative à la protection des personnes civiles en temps de guerre, en date du 12 août 1949.
Le Conseil exige en outre « que les violences cessent immédiatement et que toutes les mesures nécessaires soient prises pour faire en sorte que cessent les violences, que n’ait lieu aucun nouvel acte de provocation, et que s’opère un retour à la normale d’une manière qui améliore les perspectives du processus de paix au Moyen-Orient ».